# Deep Cuts
Deep Cuts to drugi studyjny album szwedzkiego duetu electropopowego The Knife. Wydany przez wytwórnie Rabid Records w Szwecji w 2003 roku i w Wielkiej Brytanii w 2004.

## Lista utworów
1. "Heartbeats" – 3:52
2. "Girls' Night Out" – 3:38
3. "Pass This On" – 3:48
4. "One for You" – 3:48
5. "The Cop" – 0:44
6. "Listen Now" – 2:50
7. "She's Having a Baby" – 2:10
8. "You Take My Breath Away" – 4:27
9. "Rock Classics" – 4:56
10. "Is It Medicine" – 2:23
11. "You Make Me Like Charity" – 3:05
12. "Got 2 Let U" – 3:59
13. "Behind the Bushes" – 4:15
14. "Hangin' Out" – 1:04